# Felix Svensson (friidrottare)
Bengt Felix Svensson, född 9 augusti 1997 i Vasa församling i Göteborg, är en svensk/schweizisk friidrottare (kortdistanslöpning) tävlande för Mölndals AIK. Han är son till Jonas Svensson och Frida Johansson.
Svensson tog SM-guld på 200 meter sommaren 2018 och sommaren 2020.
Felix Svensson har bott i Schweiz i nästan hela sitt liv. Hösten 2020 fattade han beslut om att byta nationalitet, för att i fortsättningen tävla för Schweiz.

## Personliga rekord
| Utomhus - 100 meter – 10,51 (Basel, Schweiz 24 maj 2021) - 200 meter – 20,43 (Zofingen, Schweiz 4 juni 2022) - 400 meter – 46,23 (La Chaux-de-Fonds, Schweiz 14 augusti 2021) | Inomhus - 60 meter – 6,89 (Magglingen, Schweiz 20 februari 2021) - 200 meter – 21,59 (Magglingen, Schweiz 21 februari 2016) |